# کومیازی
کومیازی (به لاتین: Kumyazy) یک منطقهٔ مسکونی در روسیه است که در باشقیرستان واقع شده‌است.